# 大西流星
大西流星（日语：／ Ōnishi Ryusei，2001年8月7日—），日本偶像、演員，兵庫縣神戶市出身，傑尼斯事務所旗下偶像團體「浪花男子」成員。暱稱為「りゅちぇ」（Ryuche）。

## 簡歷
2012年7月14日，進入傑尼斯事務所，同年8月，與西畑大吾、永瀨廉組成團體「なにわ皇子」。
2018年10月，從關西小傑尼斯中被選為「浪花男子」成員。
2019年12月，出任2025年大阪世博「有識者懇談會議」委員。。
2021年1月7日，首次主演連續劇《為你著迷》。
2021年11月12日，以「浪花男子」CD出道。
2022年1月24日，傑尼斯事務所在官方網站上宣佈感染了新型冠狀病毒。

## 人物
5歲開始學習舞蹈，曾獲得西日本lock dance錦標賽團體組第一名，入所前就有5年的舞蹈經驗。
因參加Sexy Zone的演唱會，從此非常嚮往佐藤勝利，並報名參加小傑尼斯徵選，10歲加入公司，不到一個月便組成團體。
飼有一隻蘇格蘭折耳貓「Toki君」，曾帶牠一起上動物綜藝節目「もふもふモフモフ」（NHK総合）。

## 演出作品

### 電視連續劇
- 來自星星的他（2013年7月9日 - 9月10日、關西電視台・富士電視台系） - 飾 宇野大[5]
- 年下彼氏（ABC電視台）
  - 第1話「年上的女友」（2020年4月12日） - 主演・拓海
  - 第9話「最初也是最後的告白・前編」（2020年5月10日） - 主演・矢野大地
  - 第10話「最初也是最後的告白・後編」（2020年5月10日） - 飾 矢野大地
- 型男高中（2020年10月7日 - 12月23日、東京電視台） - 主演・桃井天
- 為你著迷（2021年1月7日 - 2月4日、MBS） - 主演・林美良[3]
- 和風喫茶鹿楓堂（2022年1月15日 - 3月19日、朝日電視台）- 飾 椿（中尾椿）
- 租借女友（2022年7月3日 - 9月25日、ABC電視台・朝日電視台）- 主演・木之下和也
- 妝紅生活（2023年7月25日 - 9月26日、日本電視台） - 主演・北條雅人
- 小圓今年26歲，是一名實習醫生！（2025年1月14日 - 3月18日、TBS） - 飾 五十嵐翔
- 能面檢察官（2025年7月11日 - 、東京電視台）- 飾 前田拓海

### 電影
- 忍Jani來訪！為了未來戰鬥（2014年6月7日、松竹） - 飾 回想のフウト
- 關西小傑尼斯的目標♪ 夢想舞台！（2016年4月26日、松竹） - 飾 橘亮介
- 電影版 少年們（2019年3月29日、松竹） - 飾 Makio
- 邪惡的孩子（2022年9月1日、Happinet Phantom Studio） - 飾 四井純
- 我的幸福婚約（2023年3月17日、東寶） - 飾 堯人
- 不知戀愛的我們（2024年8月23日、松竹） - 主演・相原英二

### 動畫電影
- 劇場版 忍者亂太郎 毒竹忍者隊最強之軍師（2024年12月20日、松竹） - 飾 櫻木清右衛門

### 電視節目
- 學校發現新品種 笨蛋啦！喜歡啦！（2015年4月 - 2016年3月，NHK大阪）
- 當地人的愛情地圖 每個人都喜歡！（2016年4月10日 - 2017年4月2日，NHK大阪）
- 東京オリパラ団（2016年7月9日・11月6日 - 2019年3月31日，NHK BS1）
- 歡迎來到Machiken！〜您的城市有趣測驗〜（2017年4月9日 - 2019年2月17日，NHK大阪）
- Quiz!THE違和感（2020年4月13日 - 2022年9月12日，TBS） - 固定班底（與藤原丈一郎・大橋和也倆倆交替出演）[6]

### 廣播節目
- JAM×JAM（2014年10月5日 - 2016年7月，關西電台）
- 關西小傑尼斯 新鮮的關Juice（2016年7月 - 2018年12月，關西電台）

### CM
- 森永製菓「板チョコアイス」（2023年9月14日 - ）
- I-ne「YOLU」（2024年11月21日 - ）

### 演唱會
- 關西小傑尼斯 春假 Special Concert 2014（2014年3月1日 - 3月25日，大阪松竹座）
- 關西小傑尼斯 X'mas Show 2014（2014年11月30日 - 12月25日，大阪松竹座）
- 關西小傑尼斯 春假 Special show 2015（2015年3月21日 - 3月31日，大阪松竹座）
- 關西小傑尼斯 X'mas Show2015（2015年11月29日 - 12月25日，大阪松竹座）
- 關西小傑尼斯 春假 Special show 2016（2016年3月31日 - 4月11日，大阪松竹座）
- 關西小傑尼斯 X'mas Show 2016（2016年11月30日 - 12月25日，大阪松竹座）
- 關西小傑尼斯 春的 SHOW 戰役（2017年3月4日 - 3月28日，大阪松竹座）
- 關西小傑尼斯 X'mas SHOW 2017（2017年12月1日 - 12月25日，大阪松竹座）
- 關西小傑尼斯 Concert 2018 〜Happy New 汪 Year〜（2018年1月3日、1月4日，大阪城展演廳）
- 關西小傑尼斯 春假 Special Show 2018（2018年3月1日 - 3月24日，大阪松竹座）

### 舞台劇
- 少年們〜世界的夢想是……不懂戰爭的孩子們〜（2015年8月2日 - 8月26日、大阪松竹座／9月4日－9月28日、日生劇場）
- ANOTHER & Summer Show（2016年8月2日 - 8月26日、大阪松竹座）
- JOHNNYS' Future WORLD（2016年10月8日 - 10月25日、梅田芸術劇場）
- 東SixTONES×西關西小傑尼斯.SHOW交戰（2017年2月18日.  2月26日、新橋演舞場）
- 少年們 下雪的南方島嶼（2017年8月2日 - 8月27日，大阪松竹座）
- 音樂劇 「魔女宅急便」（2018年6月15日 - 24日、新国立劇場中劇場 / 7月4日 - 7月5日、大阪メルパルクホール） - 飾 蜻蜓
- 奔向明日的少年們（2018年8月4日 - 8月30日、大阪松竹座）

## 出版

### 雜誌連載
- KADOKAWA『関西Walker』「なにわ男子 大西流星のちゅきちゅきあにまる」（2021年1月号 - 10月號）

## 相關網站
- Johnny's net > なにわ男子 > Profile （页面存档备份，存于）（日語）
- ISLAND TV - 大西流星 個人簡介（日語） （页面存档备份，存于）
- 大西流星在互联网电影资料库（IMDb）上的資料（英文）
- 大西流星的Instagram帳戶